# ヴァレー・ブルドッグ
ヴァレー・ブルドッグ（英：Valley Bulldog）は、カナダのノヴァスコシア州、アナポリス・ヴァレー原産の犬種である。背の高いブルドッグと背の低いボクサーを交配させ、これによって生まれた仔犬をもとに改良や選択を行って作られた。
頭部は大きく、顔つきは性格に似合わず恐ろしい。がっしりした筋肉質の体つきで、尾はとても短い。尾先が広いスタンプ・テイルのものと、螺旋を描いているスクリュー・テイルの2タイプの尾形がある。コートは硬いスムースコートで、毛色はブリンドル、ブリンドルとホワイト、またはそれらにブラック、フォーン、レッド、タンが混ざったもので、バリエーションが豊かである。性格は温和で、友好的である。子供や他の犬とも仲良くすることが出来る。運動量は普通だが、人や犬と遊ぶことが大好きで活発である。